# Robin Quaison
Robin Kwamina Quaison (* 9. října 1993 Stockholm) je švédský profesionální fotbalista ghanského původu, který hraje na pozici útočníka či křídelníka za řecký klub Aris Soluň a za švédský národní tým.

## Klubová kariéra
Quaison hrál ve Švédsku za kluby Väsby United a AIK Stockholm. V červenci 2014 podepsal tříletý kontrakt s italským prvoligovým týmem US Città di Palermo.

## Reprezentační kariéra
Robin Quaison nastupoval za švédské mládežnické reprezentace U19 a U21.
Trenér Håkan Ericson jej nominoval na Mistrovství Evropy hráčů do 21 let 2015 konané v Praze, Olomouci a Uherském Hradišti, kde získal se švédským týmem zlaté medaile.
V A-mužstvu Švédska debutoval 23. ledna 2013 na thajském turnaji King's Cup proti týmu Severní Korey (remíza 1:1).

### Reprezentační góly
| Gól | Datum              | Místo                                         | Soupeř          | Skóre | Výsledek             | Soutěž                                            |
| --- | ------------------ | --------------------------------------------- | --------------- | ----- | -------------------- | ------------------------------------------------- |
| 1.  | 26. ledna 2013     | 700th Anniversary Stadium, Čiang Mai, Thajsko | Finsko          | 2–0   | 3–0                  | King's Cup 2013                                   |
| 2.  | 21. ledna 2014     | Mohammed bin Zayed Stadium, Abú Zabí, SAE     | Island          | 1–0   | 2–0                  | Přátelský zápas                                   |
| 3.  | 23. března 2019    | Friends Arena, Solna, Švédsko                 | Rumunsko        | 1–0   | 2–1                  | Kvalifikace na Mistrovství Evropy ve fotbale 2020 |
| 4.  | 26. března 2019    | Ullevaal Stadion, Oslo, Norsko                | Norsko          | 3–2   | 3–3                  | Kvalifikace na Mistrovství Evropy ve fotbale 2020 |
| 5.  | 7. června 2019     | Friends Arena, Solna, Švédsko                 | Malta           | 1–0   | 3–0                  | Kvalifikace na Mistrovství Evropy ve fotbale 2020 |
| 6.  | 5. září 2019       | Tórsvøllur, Tórshavn, Faerské ostrovy         | Faerské ostrovy | 4–0   | 4–0                  | Kvalifikace na Mistrovství Evropy ve fotbale 2020 |
| 7.  | 15. listopadu 2019 | Národní stadion, Bukurešť, Rumunsko           | Rumunsko        | 2–0   | 2–0                  | Kvalifikace na Mistrovství Evropy ve fotbale 2020 |
| 8.  | 17. listopadu 2020 | Stade de France, Saint-Denis, Francie         | Francie         | 2–3   | 2–4                  | Liga národů UEFA 2020/2021                        |
| 9.  | 29. května 2021    | Friends Arena, Solna, Švédsko                 | Finsko          | 1–0   | 2–0                  | Přátelský zápas                                   |
| 10. | 8. září 2021       | Olympijský stadion, Athény, Řecko             | Řecko           | 1–2   | 1–2                  | Kvalifikace na Mistrovství světa ve fotbale 2022  |
| 11. | 9. října 2021      | Friends Arena, Solna, Švédsko                 | Kosovo          | 3–0   | 3–0                  | Kvalifikace na Mistrovství světa ve fotbale 2022  |
| 12. | 24. března 2022    | Friends Arena, Solna, Švédsko                 | Česko           | 1–0   | 1–0 (po prodloužení) | Kvalifikace na Mistrovství světa ve fotbale 2022  |